# Heinz Nowy
Heinz Nowy (* 1. September 1941; † 19. März 2023) war ein österreichischer Fußballspieler und -trainer. 

## Karriere
Heinz Nowy begann seine Karriere bei Inzersdorf und gab sein Debüt in der A-Liga bei damaligen Meister Wiener Sport-Club in der Saison 1959/60. Als Flügelstürmer ersetzte er den abgegangenen Walter Horak und erreichte bereits in seinem ersten Jahr das Viertelfinale im Europacup der Landesmeister. 1961 wechselte er zum 1. Schwechater SC, wo er mit 15 Treffern in der Meisterschaft prompt als bester Vereinsschütze einschlug. 
Bis zur Fusion mit der Wiener Austria 1966 spielte Heinz Nowy in Schwechat, fand aber auch danach bei den Veilchen in der Verteidigung Platz in der Kampfmannschaft. 1967 wurde er mit der Austria ÖFB-Cupsieger, zu seinem Karriereende gelangen auch noch 1969 und 1970 der Gewinn der österreichischen Meisterschaft. Letztlich ließ Heinz Nowy diesen Erfolgen noch zwei Jahre in der höchsten Liga folgen, beim SC Wacker Wien sowie beim FC Admira/Wacker, ehe er 1972 zum unterklassigen Favoritner AC wechselte. Nach seiner aktiven Karriere war er als Trainer im Wiener Unterhaus tätig, unter anderem bei Wr. Viktoria, Wolfersberg und Breitensee. In der Saison 2008/2009 war er als Trainer bei WS Ottakring aktiv. 

## Erfolge
- 1 × Viertelfinale Europapokal der Landesmeister: 1960

- 2 × Österreichischer Meister: 1969, 1970
- 1 × Österreichischer Cupsieger: 1967